# Заміщення посади президента
Заміщення посади президента — законодавчо закріплений порядок переходу посади президента країни до іншого державного чиновника.
У країнах із республіканською формою правління главою держави зазвичай є президент. Якщо президент з якихось причин не може виконувати свої обов'язки, його повноваження переходять до іншої посадової особи. У різних країнах це можуть бути голова уряду (Росія), віце-президент (США), голова палати парламенту (Французька республіка), голова (спікер) парламенту (Україна).

## США
Докладніше: Спадкування президентських повноважень у США, виконуючий обов'язки президента США
- Віце-президент
- Спікер палати представників
- Спікер сенату
- Держсекретар
- Міністр юстиції
- Міністр оборони

При цьому Конституція США передбачає, що президентом країни може бути лише народжений у США. Наприклад, Держсекретар Мадлен Олбрайт народилася у Чехословаччині і не могла стати президентом, тому у порядку заміщення посади пропускалася.

## Франція
- Президента заміщує голова Сенату. У 1968 та 1974 Ален Поер виконував обов'язки президента республіки.

## Австрія
- Голова Федеральних зборів. У 2004 після президентських виборів і за 1,5 дні до вступу на посаду новообраного президента Хайнца Фішера помер попередній президент Австрії Томас Клестіль, і 36 годин посаду президента виконував спікер.

## Туркменістан
- Спікер парламенту. 22 грудня у зв'язку з кримінальною справою спікера парламенту виконувачем обов'язків президента став віце-прем'єр уряду

## РФ
Інститут заміщення глави держави будуючись на загальних базових засадах у рамках порівняльного конституційного права, проте в кожній юрисдикції має свою своєрідність. Якщо деяких країнах, аналізований інститут має точкову нормативно-правову регламентацію, то інших лише міститься у однієї-двох нормах у акті конституційного характеру. Російська Федерація належить до останніх.
- Прем'єр-міністр. Відповідно до Конституції РФ, ст. 92, ч. 3:

Во всех случаях, когда Президент Российской Федерации не в состоянии выполнять
свои обязанности, их временно исполняет Председатель Правительства Российской Федерации.
Исполняющий обязанности Президента Российской Федерации не имеет права распускать
Государственную Думу, назначать референдум, а также вносить предложения о поправках
и пересмотре положений Конституции Российской Федерации.

## Україна
Відповідно до чинної редакції Конституції України від 2004 з наступними змінами, у разі дострокового припинення повноважень президента України виконання обов'язків президента України покладається на голову Верховної Ради аж до обрання та вступу на посаду новообраного глави держави. Голова Верховної Ради в такому статусі не має всієї повноти президентської влади: зокрема, він не має права як глава держави звертатися з посланнями до народу чи Верховної Ради про внутрішнє та зовнішнє становище, призначати референдум чи позачергові вибори до Верховної Ради, так само як і достроково розпускати парламент, а також вносити подання про призначення міністра оборони та міністра закордонних справ, призначати чи звільняти генерального прокурора, членів національної ради з питань телебачення та радіомовлення, суддів Конституційного суду України, надавати вищі військові та дипломатичні звання, нагороджувати державними нагородами, здійснювати помилування та створювати допоміжні чи консультативні органи за президента України.